# Sibine violans
Sibine violans är en fjärilsart som beskrevs av Dyar 1927. Sibine violans ingår i släktet Sibine och familjen snigelspinnare. Inga underarter finns listade i Catalogue of Life.